# Generation Terror
Generation Terror er en dansk dokumentarfilm fra 2013 instrueret af Lil Wachmann.

## Handling
Filmen er en fortolkning af Point Blanks sang Generation Terror. Ideen er at skildre de unge mennesker (dele af generation terror), som prøver at takle ensomhed og frygt.